# سنتا ماریا در آراکوئلی
سنتا ماریا در آراکوئلی یک کلیسا کاتولیک واقع در رم، ایتالیا می‌باشد. که عملیات ساخت وساز آن در سده ۱۲ام میلادی به پایان رسید. این بنا به سبک معماری رومی‌وار، معماری گوتیک طراحی شده‌است.